# Eliminatórias da Copa do Mundo de Rugby Union de 2015
As Eliminatórias da Copa do Mundo de Rugby Union de 2015 começaram no torneio de 2011 na Nova Zelândia, onde doze equipes (os três primeiros em cada Grupo) ganharam um lugar na fase final do torneio, isso automaticamente qualificou-as para a Copa do Mundo de Rugby Union de 2015 na Inglaterra.

## Seleções já classificadas
Seleções classificadas pela performance na edição de 2011:
| África          | Américas    | Ásia | Europa                                                             | Oceania                                     |
| --------------- | ----------- | ---- | ------------------------------------------------------------------ | ------------------------------------------- |
| - África do Sul | - Argentina |      | - Escócia - França - Inglaterra - Irlanda - Itália - País de Gales | - Austrália - Nova Zelândia - Samoa - Tonga |

## Eliminatórias Continentais
8 nações se classificarão para a Copa na Inglaterra: Sete irão se classificar diretamente em suas regiões, enquanto que 4 países irão para a repescagem para disputar a vaga final.
| Continente          | Número de Vagas | Seleções Classificadas | Grupo no Mundial 2015 | Vagas para Repescagem | Notas |
| ------------------- | --------------- | ---------------------- | --------------------- | --------------------- | ----- |
| África Detalhes     | 1               | Namíbia                | C                     | Zimbábue              |       |
| Américas Detalhes   | 2               | Estados Unidos Canadá  | B D                   | Uruguai               |       |
| Ásia Detalhes       | 1               | Japão                  | B                     | Hong Kong             |       |
| Europa Detalhes     | 2               | Geórgia Romênia        | C D                   | Rússia                |       |
| Oceania Detalhes    | 1               | Fiji                   | A                     | -                     |       |
| Repescagem Detalhes | 1               | Uruguai                | A                     | -                     |       |

## Repescagem
O playoff será disputado de forma eliminatória, com semifinais e uma final com jogos de ida e volta. 

### Semifinais
O acolhimento de cada semifinal foi atribuído a equipe melhor colocada no Ranking Mundial da IRB.
| 2 de agosto de 2014 | Rússia | 23-15 | Zimbábue | Central Stadium, Krasnoyarsk         |  |
|                     |        |       |          | Árbitro: Nigel Owens (País de Gales) |  |

| 2 de agosto de 2014 | Uruguai | 28-3 | Hong Kong | Estadio Charrúa, Montevidéu           |  |
|                     |         |      |           | Árbitro: Federico Anselmi (Argentina) |  |

### Final
| 27 de setembro de 2014 | Rússia | 22-21 | Uruguai | Central Stadium, Krasnoyarsk     |  |
|                        |        |       |         | Árbitro: George Clancy (Irlanda) |  |

| 11 de outubro de 2014 | Uruguai | 36-27 | Rússia | Estadio Charrúa, Montevidéu    |  |
|                       |         |       |        | Árbitro: Romain Poite (França) |  |